# 郭景坤
郭景坤（1933年11月21日—2021年8月17日），中国材料科学家。生于上海，籍贯广东新会。1958年毕业于复旦大学化学系。他為中国科学院上海硅酸盐研究所研究员，曾任该所所长（1983年12月─1995年5月）及国家高性能陶瓷和超微结构国家重点实验室主任。他是国家“863”计划新材料领域第二届首席科学家。1991年当选为中国科学院学部委员（院士）。